# 농촌진흥운동
농촌진흥운동은 조선총독부가 주도하여 1932년~1940년 사이동안 전개하였던 관제농민운동이었다. 총독부는 당시 농촌경제의 몰락에 따른 소작농 및 농민들의 사회불안 억제와 소작농,농민들의 불만 및 각종 소작쟁의 운동 활성화를 통제하는 한편, 본격적인 중국대륙 침략전쟁을 앞두고 '황국신민화'정책의 효과적 달성을 위해 전개하였던 일종의 사회 교화운동이었다. 

## 개요
1930년대 초반, 세계 경제 대공황의 여파로 인해 농촌경제와 사회가 급격히 무너져가기 시작한다. 미곡을 중심으로 한 농산물 가격의 크게 떨어진것이 원인이 되어 농가부채와 춘궁 농가의 급증등으로 자작농,소작농등의 몰락 현상이 크게 증가하여 일어났다. 그 결과 농촌사회의 질서가 급격히 무너져가고, 농민들의 '소작쟁의'와 사회주의계의 '적색 농민조합'등이 조직적인 형태를 띠고 광범위하게 전개되었다. 또한 종교계와 언론계를 중심으로 한 개량주의적 농촌계몽운동도 일제로서는 가볍게 지나갈 수 없는 일이었다. 이에 따라 조선총독부는 1932년 7월부터 농촌사회의 제어를 통제하기 위한 식민지 지배체제의 안정을 목표로 이 운동을 추진해 전개해 나아가게 되었다. 
총독부가 주도한 농촌진흥운동은 당시, 주로 농촌의 생활개선이나 농민의 정신계몽에 주력하였으나, 농촌의 구조적 모순을 해결할만한 농업정책의 부재로 별다른 성과를 얻지 못했다. 이에 따라 1933년 3월부터는 조선총독부가 '농가갱생계획'을 계획하여 시행하였는데, 이것 역시 재정부족등으로 인해 농민들에게 실질적인 도움을 줄 수 없었고, 결국 '노동과 근검절약만이 경제갱생의 비결'이라는 이념 공작에 초점을 맞추게 되었다. 이 농촌진흥운동의 주내용인 '농가갱생계획'은 총독부가 제국주의적인 구조적 착취를 철저히 은폐하고, '열심히 일하고 절약하면 누구나 잘 살 수 있다.'고 농민들을 선전하고 세뇌하여, 사회주의사상을 견제하여 농민들의 불만을 무마시킬려는 기능을 이용하려던 것이었다. 
1935년 조선총독부는 '심전개발운동'을 전개하였는데, 농촌진흥운동의 본질적인 성격이 변화하기 시작하였다. 전국 농촌의 각종 농민운동이 1935년을 전후로 소멸되거나 관제화 함으로써, 전시동원을 위한 농촌사회의 재편성과 농민층에 대한 황국신민화 정책 작업이 주요 목표로 급부상하였던 것이다. 즉, 심전개발운동이란, 일본식 신도,국가의식,사회공동체의식의 함양을 의미하였던것이고 이는 곧 황국신민화를 의미하는 것이었다. 결국 이 시기의 농촌진흥운동은 농민,소작농들의 불만을 무마시키기는커녕, 전시동원 협력체제의 극대화를 위한 사전 포석 정책에 불과한 관제운동으로 1940년 12월, '국민총력운동'으로 대체됨에 따라 농촌진흥운동은 자연히 끝을 내게 된다.

## 같이 보기
- 브나로드 운동